# سيمون مسفين
سيمون مسفين (بالنرويجية البوكمول: Simon Mesfin)‏ هو لاعب كرة قدم نرويجي، ولد في 9 يونيو 1980. لعب مع Strømmen IF ‏.